# Viktoria Däschlein-Gessner

Viktoria Däschlein-Gessner (2016)

Viktoria Hildegard Däschlein-Gessner (* 1982 in Würzburg) ist eine deutsche Chemikerin und seit 2017 Professorin für anorganische Chemie an der Ruhr-Universität Bochum.

## Leben
Viktoria Däschlein-Gessner wuchs im Ortsteil Unterwittighausen der Gemeinde Wittighausen auf. 2002 begann Däschlein-Gessner ihr Chemiestudium an der Philipps-Universität Marburg, wechselte jedoch nach einigen Jahren in ihre Heimatregion an die Julius-Maximilians-Universität Würzburg, wo sie nach Abschluss ihrer Diplomarbeit im Arbeitskreis von Carsten Strohmann 2007 ihr Diplom erhielt. Anschließend promovierte sie 2009 im selben Arbeitskreis an der Technischen Universität Dortmund zu lithiumorganischen Verbindungen. Es folgte ein Postdoc-Aufenthalt an der University of California, Berkeley bei Don Tilley, bis sie für einen weiteren Postdoc-Aufenthalt bei Holger Braunschweig 2011 wieder an die Julius-Maximilians-Universität nach Würzburg zurückkehrte. Dort eröffnete sie im darauffolgenden Jahr ihre eigene Forschungsgruppe, die durch das Emmy-Noether-Programm der Deutschen Forschungsgemeinschaft gefördert wurde, und habilitierte sich 2015 unter ihrem Mentor Holger Braunschweig. 2016 folgte sie einem Ruf auf den Lehrstuhl für anorganische Chemie II an der Ruhr-Universität in Bochum, der zunächst durch einen Starting Grant des Europäischen Forschungsrates gefördert wird.

## Forschungsgebiete
Schwerpunkte der Forschung von Viktoria Däschlein-Gessner sind die Synthese von neuartigen Yliden, Carbenoiden und methandiidbasierten Carbenen sowie deren Komplexen und Anwendung in der Katalyse.

## Veröffentlichungen und Patente
Viktoria Däschlein-Gessner hat in ihrer wissenschaftlichen Laufbahn an über 70 Publikationen mitgearbeitet sowie ein Buch herausgegeben und ist Miterfinderin eines Patents zu ylidsubstituierten Phosphanliganden (YPhos), die mittlerweile auch kommerziell erhältlich sind.

## Auszeichnungen und Preise (Auswahl)
- Promotionsstipendium des Fonds der Chemischen Industrie
- Helene-Lange-Preis (2012)
- Emmy-Noether-Nachwuchsgruppe[2]
- Exploration Grant (2014) der Boehringer Ingelheim Stiftung[7]
- Distinguished Author Award (2020) von der Sektion der anorganischen Chemiker der American Chemical Society und Organometallics[8]
- Klung-Wilhelmy-Wissenschafts-Preis (2022)
- Mitglied der Nordrhein-Westfälischen Akademie der Wissenschaften und der Künste (2024)